# The Lost Patrol Band
The Lost Patrol Band – szwedzki zespół grający rock alternatywny i folk. Grupę założył w 1998 roku Dennis Lyxzén, wokalista Refused i The (International) Noise Conspiracy.

## Dyskografia

### Albumy
- Songs In The Key Of Resistance - Startracks Records
- Songs About Running Away - Burning Heart / Epitaph
- The Lost Patrol Band - Burning Heart / Epitaph
- Automatic - Burning Heart / Epitaph

### Single
- Alright - Burning Heart / Epitaph